# Anthony Fauci
Anthony Stephen Fauci (ur. 24 grudnia 1940 w Nowym Jorku) – amerykański lekarz i popularyzator wiedzy o chorobach zakaźnych; od 1984 r. dyrektor wchodzącego w skład Narodowych Instytutów Zdrowia Narodowego Instytutu Alergii i Chorób Zakaźnych, doradca prezydentów USA. Z jego inicjatywy Ronald Reagan zdecydował się na kampanię na rzecz ograniczenia ekspansji wirusa HIV. Za działalność zawodową odznaczony przez prezydenta George′a W. Busha Medalem Wolności.

## Życiorys
Urodził się 24 grudnia 1940 r. w Nowym Jorku w rodzinie o włoskich korzeniach. Jego dziadkowie byli imigrantami z Neapolu i Sycylii, którzy przybyli do USA na początku XX w. i osiedli w tzw. małej Italii na dolnym Manhattanie, a potem Bensonhurst na Brooklynie. Jego dziadkiem był malarz, ilustrator i dekorator przemysłowy Giovanni Abys. Jego rodzicami byli Eugenia Abys i Stephen Fauci, którzy poznali się w szkole i pobrali rok po maturze. Jego ojciec był farmaceutą, absolwentem Columbia University, a matka ukończyła Hunter College i pomagała mężowi prowadzić aptekę. Para miała dwoje dzieci – oprócz Anthony'ego Fauciego również córkę Denise.
Młody Fauci wraz z siostrą pomagali rodzicom w rodzinnej firmie, on sam rozwoził leki rowerem. W szkole osiągał bardzo dobre wyniki w nauce i sporcie, zarówno w szkole podstawowej jak i średniej. Od 1962 r. studiował na Cornell Medical College medycynę, a po czterech latach ukończył studia jako najlepszy na roku i zaczął staż z medycyny wewnętrznej w New York Hospital. W 1966 r. przeszedł do Narodowych Instytutów Zdrowia, gdzie pracując naukowo odbywał zastępczą służbę wojskową. W tym okresie zaczął specjalizować się w chorobach zakaźnych i alergicznych.

## Odznaczenia
- Prezydencki Medal Wolności – 2008[1]
- National Medal of Science – 2005[3]
- Krzyż Wielki Orderu Zasługi Republiki Włoskiej – 2020[4]
- Złota i Srebrna Gwiazda Orderu Wschodzącego Słońca – Japonia, 2023[5]